# Dąbrowa (rejon lwowski)
Dąbrowa (ukr. Діброва, Dibrowa) – wieś na Ukrainie, w obwodzie lwowskim, w rejonie lwowskim (wcześniej w rejonie żółkiewskim). W 2001 roku liczyła 60 mieszkańców.

## Historia
Pod koniec XIX w. przysiółek wsi Zameczek w powiecie żółkiewskim.